# جرميستون
جرميستون هي مدينة صغيرة في منطقة إيست راند في خاوتينغ، جنوب إفريقيا.

## مشاهير
من شخصيات جرميستون البارزة:
- سيدني برينر، حائز على جائزة نوبل عام 2002 في علم وظائف الأعضاء أو الطب.
- أرلين ديكنسون، رائدة أعمال جنوب أفريقية-كندية.
- إرني إلس ، لاعب جولف.
- مالكولم ماركس، لاعب رغبي جنوب أفريقي (الفائز بكأس العالم للرجبي 2019).
- تيد غرانت ، سياسي ومنظر تروتسكي.
- بيير عيسى ، لاعب كرة قدم لبناني جنوب أفريقي سابق.
- بوبي لوك ، لاعب غولف محترف، فائز بأربع بطولات مفتوحة.
- ستانلي سكويز، عالم رياضيات.
- هيلين سوزمان، ناشطة وسياسية مناهضة للفصل العنصري,